# Ometépetl
Ometépetl är en ort i Mexiko.   Den ligger i kommunen Tetela de Ocampo och delstaten Puebla, i den sydöstra delen av landet, 150 km öster om huvudstaden Mexico City. Ometépetl ligger 1 859 meter över havet och antalet invånare är 344.
Terrängen runt Ometépetl är kuperad åt sydost, men åt nordväst är den bergig. Runt Ometépetl är det ganska tätbefolkat, med 75 invånare per kvadratkilometer. Närmaste större samhälle är Xochiapulco, 7,0 km öster om Ometépetl. I omgivningarna runt Ometépetl växer huvudsakligen savannskog.